# 1868 v loďstvech
Tento článek obsahuje významné události v oblasti loďstev v roce 1868.

## Události
- 28. ledna – Bitva u Awy, první námořní bitva války Bošin, skončila vítězstvím šógunátu
- 15. listopadu – Kaijó Maru ztroskotala u Esaši na jihozápadě ostrova Hokkaidó.[1]